# Huis Hatert

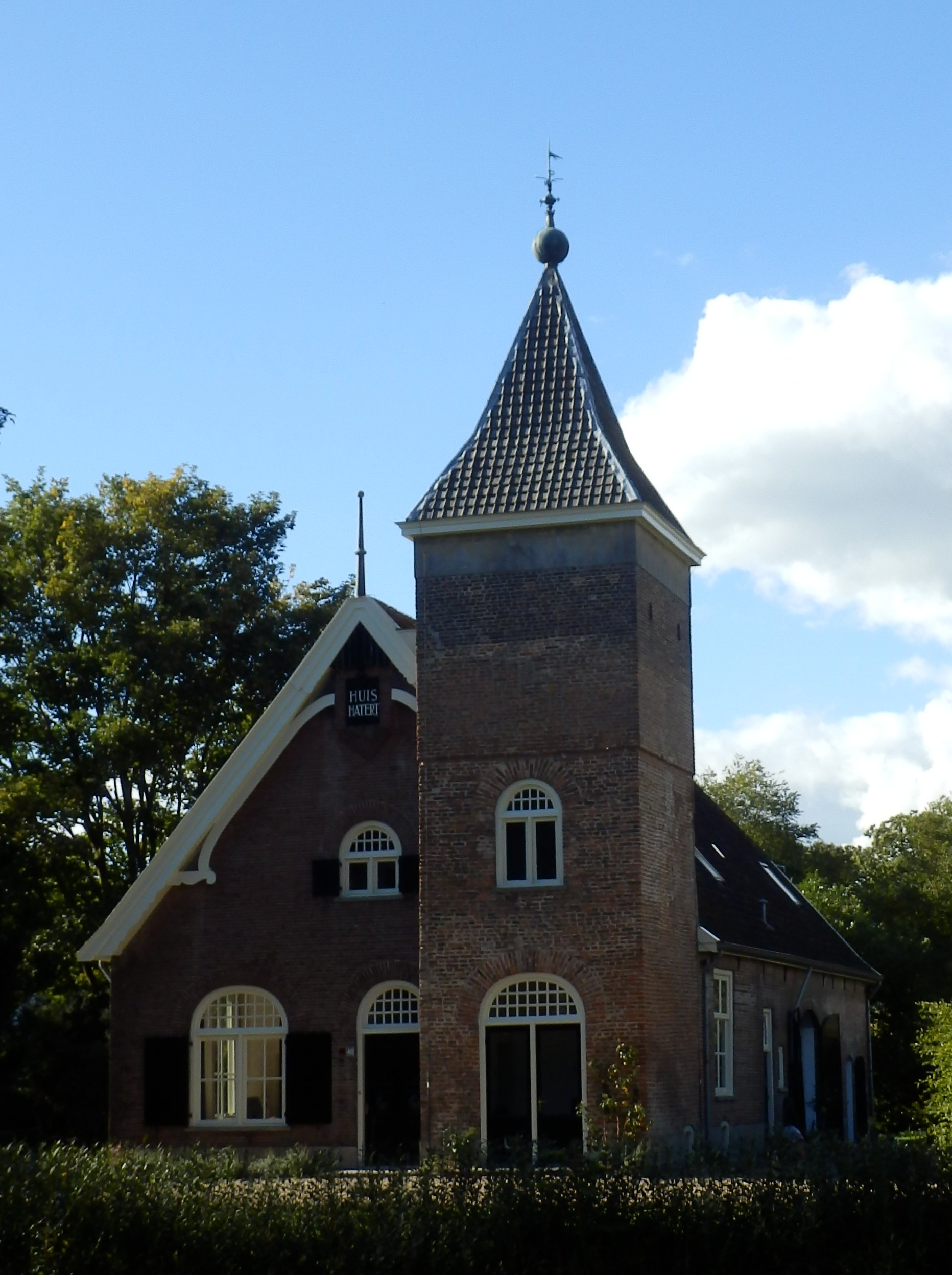
Huis Hatert

Huis Hatert is een rijksmonument (nummer 31201) in de Nijmeegse wijk Hatert.
Huis Hatert werd in de 14de eeuw gebouwd. Met zijn verdedigingsmuren, torens en grachten is het zeer waarschijnlijk een soort kasteel geweest. Een van de torens is gedeeltelijk bewaard gebleven en nog steeds markant aanwezig. Later is de toren verhoogd, zoals de tegenwoordige toestand. Deze toren is overigens het enige nog zichtbare deel van het kasteel. In de Tachtigjarige Oorlog is het ernstig beschadigd. Daarna is het Huis als een boerderij herbouwd. Pas in de 19de eeuw kreeg Huis Hatert zijn huidige aangezicht.
Huis Hatert lag tot circa 1970 aan de doorgaande weg van Hatert naar de Hatertse Vennen. Sinds de aanleg van de Haterse Brug over het Maas-Waalkanaal ligt het huis aan een doodlopende straat.

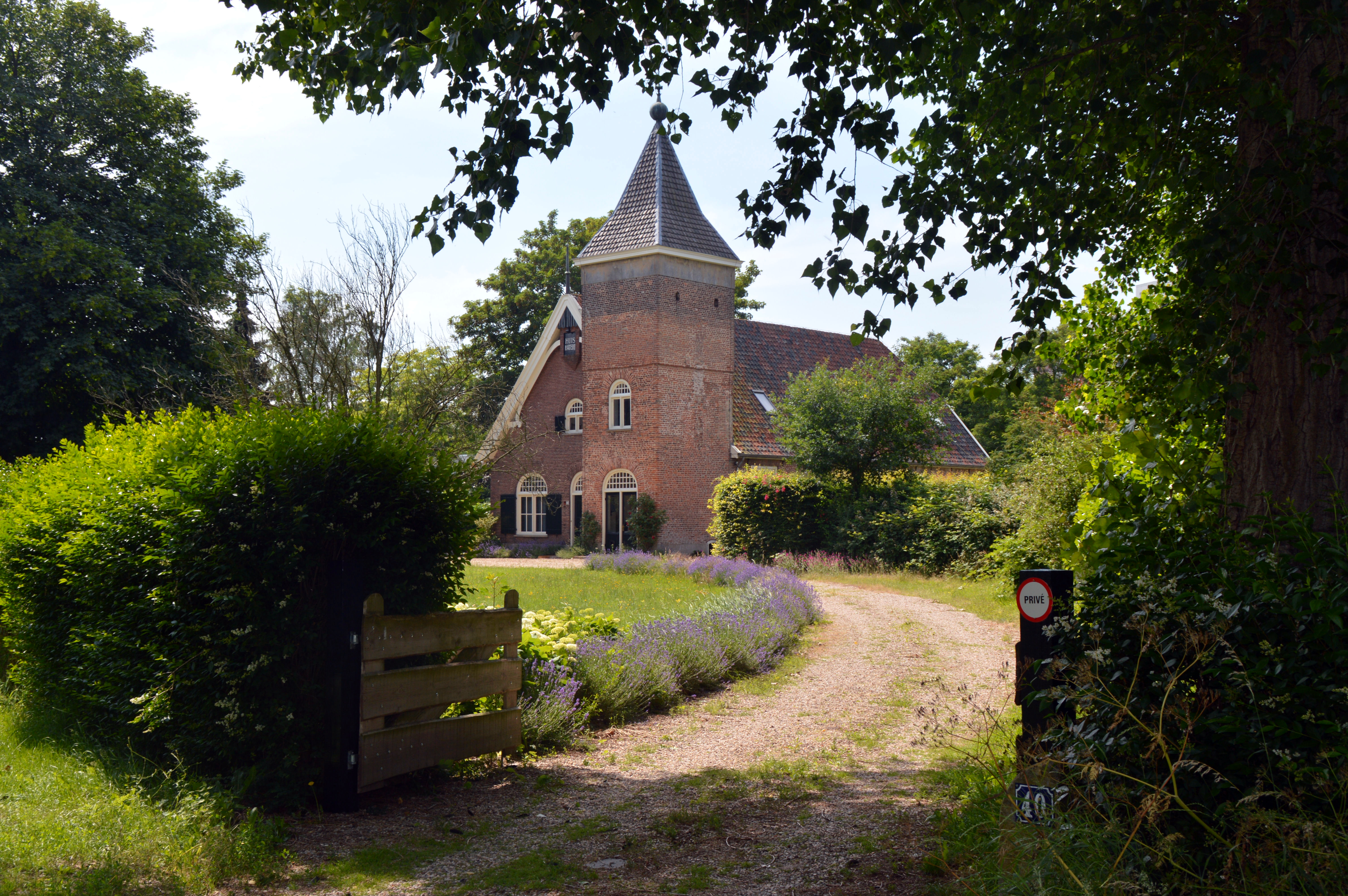